# Holdsworth Glacier
Holdsworth Glacier är en glaciär i Antarktis. Den ligger i den centrala delen av kontinenten. Nya Zeeland gör anspråk på området. Holdsworth Glacier ligger 1 866 meter över havet.
Terrängen runt Holdsworth Glacier är kuperad åt sydväst, men åt nordost är den platt. Terrängen runt Holdsworth Glacier sluttar norrut. Trakten är obefolkad. Det finns inga samhällen i närheten. 